# Steine (Luckau)
Steine ist ein Ortsteil der Gemeinde Luckau (Wendland) im Landkreis Lüchow-Dannenberg in Niedersachsen. 
Das Dorf liegt an der Landesstraße L 261 nordwestlich des Kernbereichs von Luckau zwischen der nördlich verlaufenden B 493 und der B 71. Südöstlich von Steine liegt das 25 ha große Naturschutzgebiet Salzfloragebiet bei Schreyahn.

## Wirtschaft
Die Firma Vogler Fleisch mit Hauptsitz in Steine war einer der größten Arbeitgeber der Region und gehörte zu den größten Schlachtbetrieben Deutschlands. Der Betrieb ging 2017 in die Insolvenz.

## Geschichte
Am 1. Juli 1972 wurde Steine in die Gemeinde Luckau eingegliedert.